# Füsilier-Regiment „Fürst Karl-Anton von Hohenzollern“ (Hohenzollernsches) Nr. 40
Das Füsilier-Regiment „Fürst Karl-Anton von Hohenzollern“ (Hohenzollernsches) Nr. 40 war ein Infanterieverband der Preußischen Armee.

## Geschichte
Der Verband wurde am 26. Januar 1818 (Stiftungsdatum) durch König Friedrich Wilhelm III. per A.K.O. als 36. Infanterie-Regiment (4. Reserve-Regiment) aus Teilen der Garnisonsbataillone Nr. 19 bis 34, sowie verschiedener Infanterieregimentern aufgestellt. Mit dem Abschluss der Aufstellung wurde Major Franz Ludwig von Jenneret Baron von Beaufort-Belfort am 27. August 1817 zum ersten Regimentskommandeur ernannt. Es gliedert sich zu drei Bataillonen mit einem Etat von 1626 Mannschaften zuzüglich Offizieren und war zunächst in der Festung Luxemburg stationiert. Durch die Abgabe des bisherigen Füsilierbataillons formierte sich daraus der Verband ab 12. März 1820 unter der Bezeichnung 40. Infanterie-Regiment.

### 1820
Das Regiment wird mit Steinschlossgewehren aus französischer Fertigung ausgerüstet. Während in Musketierbataillonen die Offiziere Degen als Seitenwaffen tragen, werden in Füsilierbataillonen Säbel ausgegeben. Laut Schießvorschrift von 1817 stehen jedem Füsilier 24 bis 30 Patronen und ein Feuerstein pro Jahr zum Üben zu.
Am 5. April 1820 bezog das II. Bataillon die Reiterkaserne der Festung Luxemburg. Darüber hinaus am 17. Mai des gleichen Jahres die Theresia-Kaserne.

### 1821/29
König Friedrich Wilhelm III. besichtigt in Begleitung des Generaladjutanten Job von Witzleben am 24. Juni die Festung Luxemburg und das Regiment paradiert zum ersten Male vor dem Monarchen. 1829 verlieh der König dem 39. und 40. Infanterie-Regiment eigene Fahnen.

### 1830
Durch die Julirevolution in Frankreich sieht sich Preußen veranlasst Truppen an die Grenze zu verlegen. Das Regiment besetzt die Detachements und Außenwerke der Festung. Scharfe Munition wird ausgegeben sowie Losung und Feldgeschrei festgesetzt. Von jedem Bataillon werden 15 Mann (ein Unteroffizier und 14 Mannschaften) zur Ausbildung als Hilfsartilleristen abkommandiert. Im Januar 1831 wird diese Zahl auf 35 Mann erhöht. Das Regiment stockt die Stammbesatzung durch Reserveeinheiten auf und kann gegen Ende des Jahres alle Außenwerke vollständig besetzen und die Armierung der Festung abschließen. Vom I. Bataillon besetzen ein Offizier und 60 Füsiliere das Reduit Fetschenhoff, ein Offizier und 60 Füsiliere das Wachthaus Ramigny und ein Offizier und 87 Soldaten das Reduit Neuperg.

### 1833
Das Regiment erhält die Order in seine neue Garnisonsstadt Mainz einzurücken. Am 18. und 19. April verlässt es die Festung Luxemburg und verlegt mit drei Kompanien des I. Bataillons nach Koblenz; das II. Bataillon und die 2. Kompanie werden auf der Festung Ehrenbreitstein untergebracht. Die Zeit bis zum Einzug in Mainz wird mit Exerzieren und Schießübungen verbracht. Durch die Aufstockungen des Regiments in den Jahren 1830/31 sind viele gut ausgebildete Soldaten an andere Truppenteile abgegeben worden. Die dafür eingezogenen Reserveeinheiten waren durchweg schlecht ausgebildet und mussten nun schnellstmöglich auf den Stand der Stammtruppen gebracht werden.
Am 19. beziehungsweise am 21. August ziehen die Bataillone in Parade und mit klingendem Spiel unter den Augen des Herzogs Ferdinand von Württemberg in die Festungsstadt Mainz ein.

### 1839
Preußen sieht sich veranlasst, wegen der Unruhen in Frankreich, Belgien und den Niederlanden das VII. und VIII. Armee-Korps in Alarmbereitschaft zu versetzen. Durch A.K.O. vom 14. Februar wird befohlen, dass das Regiment sich auf Kriegsstärke zu setzen hat. Einige Offiziere des Regiments fahren per Dampfer nach Köln, um vom Kommando der Landwehr-Brigade die Reservekräfte des Regimentes in Stärke von 324 Mann abzuholen. Am 26. Februar marschierte das II. Bataillon des 38. Regimentes nach Saarlouis ab um Platz zu schaffen für die neueingezogenen Reservekräfte. Die Besatzung der Festung Mainz bestand zu diesem Zeitpunkt nur aus den Regimentern 35 und 40 sowie einer Eskadron Ulanen.
Da es zu keinen Feindseligkeiten kam, wurden bereits im April die ersten Reservisten wieder beurlaubt und am 28. Mai die Entlassung aller Reservekräfte verfügt.
Am 29. Oktober wechselte das Gouvernement über die Bundesfestung an Österreich. Kommandeur wurde Generalmajor Freiherr Quadt von Hüchtenbruck.

### 1843
Die Ausrüstung des Regimentes wird verbessert. Sukzessiv wird der Tschako durch den neuen Helm mit Spitze abgelöst. Die alten Tschakos werden aber noch lange Zeit aufgetragen oder zu Mützenschirmen und für Lederreparaturen verwandt. Ebenso wird der neue Waffenrock und eine geschlitzte Hose eingeführt. Die alten Uniformierungsteile werden ebenfalls noch aufgetragen oder den ausscheidenden Reservisten mitgegeben.
Die vorhandenen Gewehre werden gegen solche mit Perkussionszündung ausgetauscht oder wenn möglich, das Steinschloss gegen ein Perkussionsschloss gewechselt.
Ab dem 13. Juli wird durch A.K.O. ein neues, vereinfachtes Exerzierreglement getestet. Dabei werden viele umständliche Griffe (die auf die alten Waffen abgestimmt waren) weggelassen und insgesamt das Exerziertempo gesteigert. Ebenfalls probeweise wird das Turnen als Dienstunterrichtsfach eingeführt. Nach der gelungenen Testphase und der Ausbildung von Unteroffizieren zu Vorturnern durch zivile Turnlehrer, sowie der Errichtung von Turngeräten, wird ab 1845 das Turnen Dienstfach.

### 1844/45
Der Waffenrock ist nun das alleinige Dienstbekleidungsstück. Allerdings dürfen Offiziere den Überrock für zweitrangige Dienstangelegenheiten weiter nutzen. Ende des Jahres 1844 werden die letzten Steinschlosswaffen aus dem Bestand des Regimentes abgegeben. Die komplette Bewaffnung mit Perkussionswaffen, auch für die einzuberufene Kriegsreserve, ist damit abgeschlossen.
Am 2. Juni 1845 paradiert das Regiment vor Prinz Wilhelm. Als besondere Auszeichnung für die Füsiliere gilt dabei, dass das Regiment die Ehrenwache, bestehend aus 90 Mann, für die ebenfalls anwesende Königin Victoria von England stellt.

### 1848
Wegen der revolutionären Unruhen in Frankreich und Deutschland wird die Garnison in erhöhte Alarmbereitschaft versetzt. Man erwartet einen Angriff auf die Pulvertürme und Zeughäuser. Am 4. März wird das Regiment auf Kriegsfuß gesetzt und beginnt damit, die Reserveeinheiten einzuziehen. Zeitgleich werden auch alle anderen Einheiten des VII. und VIII. Armeekorps mobilgemacht. Bei Auseinandersetzungen mit den Bürgern von Mainz werden am 21. Mai fünf Soldaten getötet und mehr als dreißig verwundet, darunter zwanzig Verwundete des 40. Regiments. Am 23. Mai wird ein Soldat des 35. Regiments mit einem Beil schwer verletzt. Daraufhin patrouillieren Österreicher und Preußen gemeinsam in starken Gruppen durch die Stadt. Soldaten wird der Besuch von Wirtshäusern unter strengster Strafe verboten und alle bewaffneten Bürger von Mainz werden arretiert. Am 25. Mai werden die fünf getöteten Soldaten mit militärischen Ehren bestattet. In der gesamten Preußischen Armee wird im Anschluss daran Geld für einen Gedenkstein gesammelt. Entgegen den Erwartungen kommt es während des Begräbnisses zu keinen Ausschreitungen und die Lage in der Stadt normalisiert sich wieder.

### 1849
Am Feldzug in Baden nahm das Regiment nicht teil. Lediglich einige Einheiten waren unter anderem damit beauftragt, die Badische Kriegskasse in Sicherheit zu bringen oder gefangene Aufständische in die Haft zu eskortieren.

### 1851
Das Regiment zieht am 15. Februar in die neue Garnison Saarlouis. Während den Offizieren das gesellige Leben des großstädtischen Mainz fehlt, finden die Soldaten Gefallen an der neuen Garnisonsstadt an der französischen Grenze. Die Exerzierplätze liegen alle in der Nähe der Kasernen und der allgemeine Festungsdienst wird in der Regel von einer Kompanie durchgeführt, was zur Folge hat, dass der einzelne Soldat mehr Freizeit zur Verfügung hat, als zuvor in Mainz.

### 1854
Die Besatzung von Saarlouis wird 1854 durch das II. Bataillon des 29. Infanterie-Regimentes verstärkt.

### 1857
Im Zuge der Heeresreform unter König Wilhelm I. wird dem Reserveregiment Nr. 40 ein III. Bataillon angegliedert. Das Regiment, welches bisher nur Festungs- und Garnisonsdienst versehen hat, wird nun ein Füsilier-Regiment mit Felddienstverwendungsfähigkeit.

### 1860/63

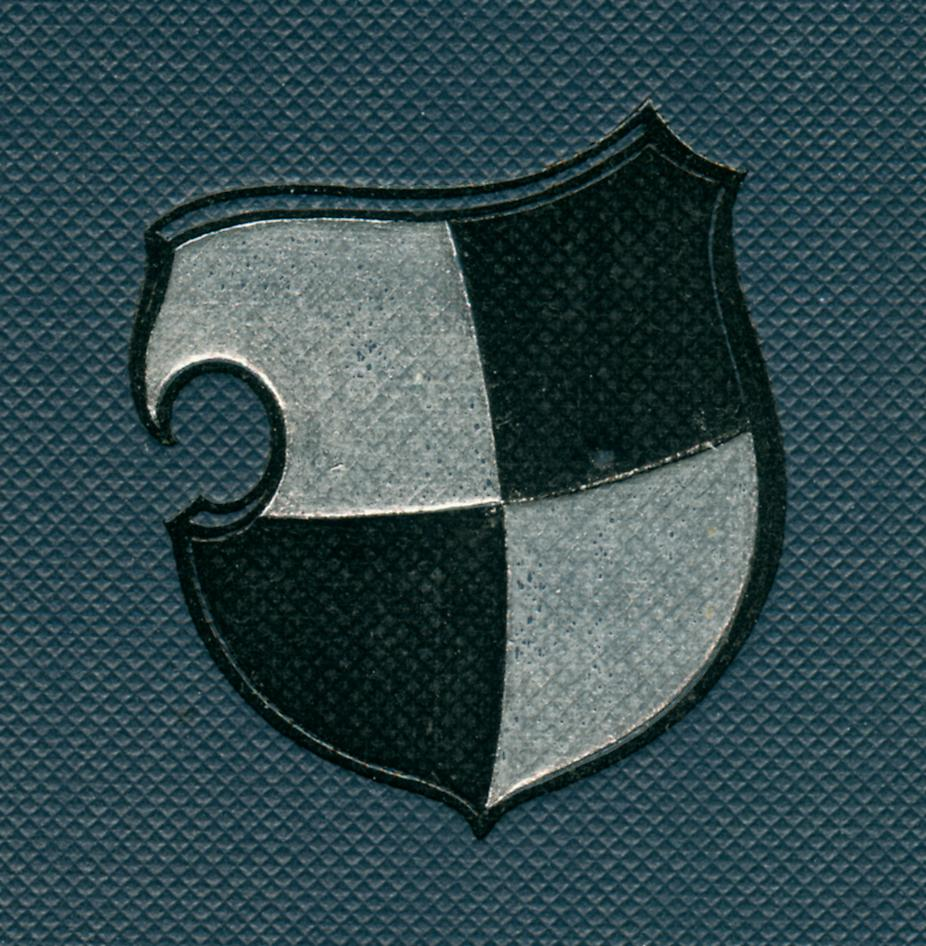
Signum des Füsilier-Regiments „Fürst Karl-Anton von Hohenzollern“ (Hohenzollernsches) Nr. 40 in den Farben des Hauses Hohenzollern

Durch A.K.O. erhält der Verband am 4. Juli 1860 die Bezeichnung Hohenzollernsches Füsilier-Regiment (Nr. 40). Die Klammer entfiel durch A.K.O. vom 7. Mai 1861. Im gleichen Jahr bezog das I. und II. Bataillon Trier als neue Garnison. Die Unterkünfte dort werden als bedeutend besser als in Saarlouis empfunden. Aus diesem Grund wechseln die Offiziere in einem festgelegten Rhythmus zwischen den Garnisonen, damit es zu keinen Reibereien kommt.
Am 17. März 1863 wird Fürst Karl Anton von Hohenzollern zum Militärgouverneur der Rheinprovinz ernannt. Das Regiment hat nun zum ersten Mal mit dem Mann dienstlich zu tun, dessen Namen es später tragen wird. Durch A.K.O. wird die Beschaffung von Füsiliergewehren angeordnet. Das Regiment verfügt im Anschluss daran 500 langgeschäftete und 481 kurzgeschäftete Füsiliergewehre des Modells M/60.

### Deutsch-Dänischer Krieg 1864
Am Deutsch-Dänischen Krieg nimmt das Regiment nicht teil. Es hält während dieser Zeit ein dreiwöchiges Manöver in der Gegend um Simmern ab. In den folgenden Jahren werden die Manöver in der Gegend um St. Wendel abgehalten.

### Deutscher Krieg 1866
Durch A.K.O. wurde am 5. Mai die Mobilmachung befohlen. Um 22:00 Uhr traf die Nachricht beim Regiment in Trier ein. Der 6. Mai wurde als erster Mobilmachungstag bestimmt und das Regiment begann sofort mit den notwendigen militärischen Vorbereitungen. Die Gewehre wurden ausgetauscht und die Bajonette angeschliffen und an die Mannschaften ausgegeben. Ab dem 9. Mai wurden die Regimentsreserven eingezogen und eingekleidet. Am 15. Mai trafen die letzten Reservisten ein. Am 16. Mai, zehn Tage nach dem Mobilmachungsbefehl war das Regiment abmarschbereit. Am 17. Mai erging die telegrafische Order nach Köln zu verlegen. Damit trat das Regiment von der 16. zur 15. Division unter dem Kommando des Generalleutnants von Canstein.
Am 30. Mai verlegten alle drei Bataillone per Eisenbahn nach Halle (Saale). Eine Kriegserklärung war bisher noch nicht erfolgt, allerdings lag bereits zu diesem Zeitpunkt der größte Teil des Heeres an der Grenze zu Schlesien und Sachsen. Aus den Truppen wurden insgesamt drei Armeen gebildet, jeweils unter dem Kommando des Kronprinzen, des Prinzen Friedrich Karl und des Generals der Infanterie Herwarth von Bittenfeld. Das Regiment verlegt nach Torgau. Am 14. Juni erklärt Preußen Sachsen den Krieg. Am 15. Juni wurde die Grenze überschritten und sächsischer Boden betreten. Das II. und III. Bataillon zogen am 18. Juli mit klingendem Spiel in Dresden ein. Das Regiment wurde in Dresden herzlich empfangen. Feindseligkeiten hatte es bis zu diesem Zeitpunkt keine gegeben. Die sächsischen Truppen waren hinter die österreichische Grenze gezogen worden. Das Regiment versah in der sächsischen Hauptstadt Wachtdienst, bis es vom II. Bataillon des Ostpreußischen Füsilier-Regiments Nr. 33 abgelöst wird. Bei Groß-Schönau wurde die Grenze zu Österreich überschritten. Das Regiment traf zu spät ein um am ersten Gefecht bei Hühnerwasser noch aktiv werden zu können und kümmerte sich um die verwundeten Kameraden. Gegen sechs Uhr abends wurden das I. und das II. Bataillon in ein Gefecht mit österreichischen Jägern verwickelt. Der Angriff wurde zurückgewiesen, allerdings fiel Hauptmann Moldenhawer an der Spitze seiner Füsiliere als einer der ersten des Regiments in diesem Krieg. Das Regiment nahm am 28. Juni ebenfalls an der Schlacht bei Münchengrätz, in der Nähe des dortigen Klosters, teil.
Am 2. Juli, einen Tag vor der Schlacht bei Königgrätz, lagerte das Regiment in der Nähe von Gitschin. Hier erhielt es auch Kenntnis vom Befehl des Prinzen Friedrich Karl:
„Die Erste Armee formiert sich morgen früh mit Tagesanbruch zum Gefecht gegen die Position an der Bistritz bei Sadowa an der Straße Horitz-Königgrätz. Der General v. Herwarth rückt mit allen Truppen, die er disponibel machen kann, nach Nechanitz und trifft daselbst so früh als möglich ein. Ich werde mich anfangs bei Milowitz aufhalten. Möglichst bald melden, wie und wann und wie stark in Nechanitz. gez.: Friedrich Karl, Prinz von Preußen.“
Während der Schlacht war das Regiment an den Gefechten um die Brauerei und die Fasanerie beteiligt. Die Füsiliere zeigten hier großen Mut und Unerschrockenheit. Auf ihre Zündnadelgewehre vertrauend standen sie oft im heftigsten Kugelregen des Gegners und erwiderten kaltblütig das Feuer. Besonders verheerend wirkte das Schnellfeuer des III. Bataillons, welches von einem gedeckten Hohlweg auf ca. 400 m Entfernung auf zurückweichende Österreicher abgegeben wurde. Insgesamt verzeichnete das Regiment an Verlusten 13 Tote, 59 Verwundete und 32 Vermisste.
Das II. und III. Bataillon bildeten beim Vormarsch auf Wien weiterhin die Avantgarde. Nach dem Friedensschluss paradierte das Regiment mit den anderen fünf Treffen der Elbarmee am 30. Juli vor König Wilhelm. Im Anschluss daran begann dann für die Avantgarde die Rückgliederung in die Stammeinheiten und danach dann der Beginn des Rückmarsches in die Heimatgarnisonen. Auf dem Weg dorthin wurden die Füsiliere, wie auch viele andere preußische Einheiten, von der Cholera heimgesucht. Dabei fielen einige der Soldaten dieser Krankheit zum Opfer. Am 6. August rückten im Verlaufe des nachmittags das I., II. und III. Bataillon wieder in Trier ein und wurden dort mit Blumen und Siegesgeläut empfangen. Der 6. August wurde gleichzeitig als Tag der Demobilisierung bestimmt.

### Deutsch-Französischer Krieg 1870/71
Das Regiment wird von der französischen Kriegserklärung am 15. Juli überrascht. Man war sich sicher, dass Frankreich einen solchen Schritt nicht ohne vorherige Vorbereitung getätigt haben würde. Aus diesem Grund wird mit einem baldigen Überschreiten der Grenze bei Trier und Luxemburg durch französische Truppen gerechnet. Der Mobilmachungsbefehl aus Berlin erreicht das Regiment gegen 1 Uhr nachts am 16. Juli. Das Regiment muss nun drei Aufgaben auf einmal bewältigen:
- Sicherung der Grenzen – Organisation von Patrouillen- und Grenzpostendienst
- Verladen der Regimentsgüter, um sie vor den eventuell anrückenden Franzosen in Sicherheit zu bringen
- Einziehen und Ausrüsten der Reservisten (bei zur Verlegung verladener Ausrüstung und Fourage!)

Das I. und III. Bataillon versehen vom 22. bis zum 27. Juli Vorpostendienst zwischen Tawern und Saarburg. Am 17. Juli verlegt das II. Bataillon nach Saarbrücken und tritt unter das Kommando von Major von Pestel, des Kommandeurs der 7. Ulanen. Beim Vorpostendienst um Saarbrücken werden die ersten Schüsse dieses Krieges gewechselt. Am 20. Juli erschießt ein Gefreiter der Hohenzollernfüsiliere auf einer Patrouille den ersten französischen Soldaten, einen Chasseur à cheval. Den Füsilieren gelingt es zusammen mit den 7. Ulanen die Franzosen von einer starken Besatzung von Saarbrücken zu überzeugen. Dazu simulieren sie mit Hilfe von Wachtfeuern größere Lager; die Ulanen reiten regelrecht kostümiert Patrouillen und lassen so die Franzosen glauben, dass neben Ulanen noch Dragoner und Kürassiere die Stadt verteidigen. Aus diesem Grunde ziehen die Franzosen immer stärkere Truppen zusammen. Auch in dem Glauben, dass die preußische Garnison möglicherweise von Saarbrücken aus selbst zu angreifen beabsichtigt.
Am 2. August werden die Ulanen und Hohenzollernfüsiliere nach heftigen Gefechten durch eine erdrückende französische Übermacht (insgesamt drei Divisionen) zum Zurückgehen gezwungen. Französische Truppen unter ihrem Kommandeur Frossard besetzen Saarbrücken. Bereits am 4. August rückt das Regiment wieder aus seinem Biwak bei Heusweiler ab. Am 5. August ist Ruhetag, hier erreicht eine Proklamation des Königs auch die Hohenzollernfüsiliere:
„Ganz Deutschland steht einmüthig in den Waffen gegen einen Nachbarstaat, der uns überraschend und ohne Grund den Krieg erklärt hat. Es gilt die Vertheidigung des bedrohten Vaterlandes, unserer Ehre, des eigenen Herdes. Ich übernehme das Kommando über die gesammten Armeen und ziehe getrost in den Kampf, den unsere Väter in gleicher Lage einst ruhmvoll bestanden. Mit mir blickt das ganze Vaterland vertrauensvoll auf Euch. Gott der Herr wird mit unserer gerechten Sache sein.

Mainz, den 2. August 1870 – Wilhelm“

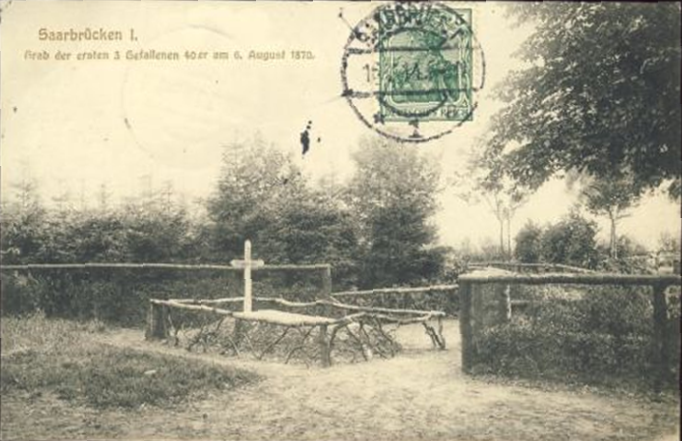
Zeitgenössische Postkarte mit der Abbildung des Grabes der ersten drei in der Schlacht um die Spicherer Höhen gefallenen 40er Füsiliere

Am 6. August sind die Hohenzollernfüsiliere Teil der Truppen, welche die Schlacht um die Spicherer Höhen schlagen. Unter hohen Verlusten wird der Rote Berg bei Saarbrücken erstürmt, auf dem sich die Franzosen relativ gut verschanzt haben. Aus überhöhten Positionen, zahlenmäßig überlegen und mit Artillerie versehen, hätten die Franzosen diese Stellung eigentlich halten müssen. Auf beiden Seiten herrschte Unklarheit darüber, wie groß der jeweilige Gegner auf der anderen Seite tatsächlich sei. Die Kämpfe zogen sich bis in die Nacht hinein, zum Teil äußerst brutal Mann gegen Mann geführt. In der Regimentsgeschichte sind viele Bajonettverletzungen aus dieser Schlacht aufgeführt.
Der französische Kommandeur erbittet im Verlauf der Schlacht um Verstärkung die ihm verweigert wird. Als er eine Umgehung seiner Truppen im Bereich des Möglichen sieht, befiehlt er den Rückzug. Die (lediglich) für Saarbrücken strategisch wichtigen Höhen sind damit in preußischer Hand. Die Schlacht spielt militärisch betrachtet keine große Rolle. Aber der gegen stärkere französische Kräfte errungene Sieg sorgt, zusammen mit der am gleichen Tage ebenfalls gewonnenen Schlacht bei Wörth, in der Heimat für ein Gefühl von Überlegenheit. Bis zu diesem Zeitpunkt galt Frankreich als die überlegene Militärmacht in Kontinentaleuropa. Das 40. Regiment hat 82 Tote zu beklagen. 351 Füsiliere sind verwundet, viele davon sterben in den nächsten Tagen und Wochen, weil die Lazarette den Truppen noch nicht gefolgt sind. Die Verwundeten müssen mit großem Aufwand in die Stadt transportiert werden. Viele Verwundete werden aufgrund des Nachtkampfes im Giffertwald viel zu spät geborgen. 48 Hohenzollernfüsiliere werden vermisst.
Eine Verfolgung des geschlagenen Gegners fand nicht statt. Das Regiment sammelt sich stattdessen in Saarbrücken am Bahnhof St. Johann. Ab dem 8. August beginnen die 40er ihren Vormarsch Richtung Metz. In Metz werden starke Truppenansammlungen vermutet.
Am 16. August sind die Füsiliere Teil der preußischen Truppen, die die Schlacht um Vionville schlagen. Hierbei fällt der Regimentskommandeur Oberst Freiherr von Eberstein. In dieser Schlacht sterben 18 Füsiliere, weitere 81 werden verwundet. Der Sieg zwingt die französische Rheinarmee zum Rückzug nach Metz und eröffnet so die Möglichkeit, durch Belagerung dieser Festung, starke französische Kräfte dort dauerhaft zu binden oder zu eliminieren.
Am 18. August schlagen Teile der 40er die Schlacht bei Gravelotte. Dabei sterben 11 Füsiliere und 40 werden verwundet. Diese Schlacht war eine der verlustreichsten des Feldzuges. Sie dauerte bis in die Nacht hinein. Die vergleichsweise geringen Verlustzahlen des Regimentes erklären sich zum einen aus seiner Verwendung für die Schlacht am südlichen Flügel, zum anderen aus der geschickten und dislozierten Aufstellung der Schützen. Die Füsiliere, ausgebildet ein rasantes infanteristisches Schnellfeuer zu unterhalten, wehrten mehrere französische Gegenstöße ab.
Danach gehörte das Regiment zur Belagerungsarmee um Metz. Nach der Schlacht von Sedan wurden Teile des Regimentes zum Gefangenentransport und zur Bewachung der provisorischen Gefangenenlager abkommandiert. Die enormen Zahlen von Gefangenen nach der Schlacht um Sedan verursachten große organisatorische Probleme. Man brachte sie, stark eskortiert, nach Verny und auch nach Pont-à-Mousson. Ab dem 10. September wurden die Füsiliere von diesem ungeliebten Dienst abgelöst.
Nach dem Fall von Metz wird das Regiment gegen die französische Nordarmee eingesetzt und beteiligt sich dabei an einigen größeren und kleineren Gefechten. Es ist unter anderem an der Beschießung und Eroberung von Péronne beteiligt, ebenso an der Schlacht um St. Quentin.
Bis März 1871 ist das Regiment Teil der Okkupationsarmee und muss ungeliebte Dienste wie zum Beispiel das Einziehen der Kontributionen betreiben. Demgegenüber liegt es in Dieppe in einem für das Regiment recht annehmlichen Teil Frankreichs; die Beziehungen zu der Bevölkerung sind unproblematisch und zwei Offiziere der 40er finden hier ihre Ehefrauen.
Am 28. Juni überschreitet das I. Bataillon bei Perl, das II. und III. zwischen Sierck und Perl die Grenze zu Preußen. Gleichzeitig scheidet es damit aus dem Verband der 16. Division aus.
Neue Garnison für das Regiment wird ab diesem Jahr Köln. Fürst Karl Anton von Hohenzollern schenkt „seinem“ Regiment die Summe von 5000 Talern als Anerkennung der Leistungen im letzten Kriege. Daraus entsteht der Grundstock der „Hohenzollern-Stiftung“, deren Zinsen für bedürftige Unteroffiziere und Kapitulanten verwendet werden. Erster Nutznießer ist Sergeant Frederich, der im Feldzug 1870/71 zum Schwerstinvaliden wurde.

### 1872
Bereits am ersten Jahrestag der Schlacht von Spicheren wurde in Beisein einer Abordnung des Regimentes das Denkmal auf den Spicherer Höhen eingeweiht. Direkt gegenüber steht das Denkmal für die Gefallenen des Schwesterregiments Nr. 39.

### 1873
Das noch gültige Exerzierreglement aus dem Jahr 1847 wird durch die Erfahrungen des Krieges überholt. Geschlossene Bataillonskämpfe, Salvenfeuer und Vorgehen in Linien werden aus dem Reglement entfernt. Der infanteristische Feuerkampf mit Hinterladerwaffen verlangt nach neuen Taktiken. Aufgelöste Formen, Tarnung und die Verwendung von Deckung und Schützengraben finden Eingang in die Ausbildung.

### 1874/1914
Die im Frühjahr 1871 an die Schießschule entsandten Offiziere und Unteroffiziere versehen ihr Amt als Instruktoren für die Garnison so erfolgreich, dass bereits im Dezember die komplette Umrüstung der Garnison auf das neue Gewehr M/71 abgeschlossen ist. Die neuen Gewehre besitzen bereits eine Visierung mit Metereinteilung. (Neben dem Meter als Längenmaß ist auch die Mark im Deutschen Reich als neue gemeinsame Währung eingeführt.) Die Bajonette sind entfallen, dafür erhielten die Mannschaften aufpflanzbare Seitengewehre. Durch die Metallpatronen wurde auch eine veränderte Patronentasche nötig. Die Füsiliere erhielten 1875 nun persönliches Schanzzeug (Kleiner Spaten oder ein Beil). Eine weitere Erfahrung des Krieges 1870 war nämlich, dass sich das Mitführen des Schanzmaterials auf den Bagagewagen nicht bewährt hat.
Durch A.K.O. vom 15. September 1877 wird Fürst Karl Anton von Hohenzollern zum Chef des Regimentes ernannt.
„Ich habe dem Fürsten von Hohenzollern Königliche Hoheit, General der Infanterie und à la suite des Hohenzollernschen Füsilier-Regiments Nr. 40 zum Chef dieses Regiments ernannt. Schloss Brühl, den 15. September 1877. gez. Wilhelm“
Am 18. September geht dem Regiment ein Telegramm des Fürsten zu:
„Erhalte soeben allerhöchste Ernennung zum Chef des Regiments. Begrüße als solcher heute das Regiment in treuester kameradschaftlicher Gesinnung. gez. Fürst von Hohenzollern“
Nach dem Tod des Fürsten wurde der Verband am 27. Januar 1889 zu seinen Ehren umbenannt und führte bis zur Auflösung die Bezeichnung Füsilier-Regiment „Fürst Karl-Anton von Hohenzollern“ (Hohenzollernsches) Nr. 40. Von 1895 bis 1910 war das Regiment in der Roten Kaserne in Aachen stationiert und hatte anschließend seine Garnison in Rastatt.

### Erster Weltkrieg
Das Regiment macht nach Ausbruch des Ersten Weltkriegs am 2. August 1914 mobil. Im Verbund mit der 56. Infanterie-Brigade nahmen die Füsiliere an den Gefechten in den Vogesen und der Schlacht in Lothringen teil. Ab 28. November 1916 war der Verband der 55. Infanterie-Brigade unterstellt.

### Verbleib
Nach Kriegsende marschierten die Reste des Regiments in die Heimat zurück, wo sie am 24. November 1918 in Rastatt eintrafen. Vom 26. November bis 11. Dezember wurde der Verband zum Grenzschutz der neutralen Zone bei Kehl und Drusenheim eingesetzt. Anschließend musste dieses Gebiet geräumt werden und das Regiment wurde ab 10. Januar 1919 demobilisiert und zum 31. Mai 1919 formal aufgelöst.
Die Tradition übernahm in der Reichswehr durch Erlass des Chefs der Heeresleitung General der Infanterie Hans von Seeckt vom 24. August 1921 die 5. Kompanie des 14. (Badisches) Infanterie-Regiments in Tübingen. In der Wehrmacht führte der Regimentsstab und das II. Bataillon des Infanterieregiments 35 in Tübingen die Tradition fort.

## Regimentschef
| Dienstgrad             | Name                              | Datum                               |
| ---------------------- | --------------------------------- | ----------------------------------- |
| Generaloberst          | Fürst Karl Anton von Hohenzollern | 15. September 1877 bis 2. Juni 1885 |
| General der Infanterie | Fürst Leopold von Hohenzollern    | 05. Juli 1885 bis 8. Juni 1905      |
| General der Infanterie | Fürst Wilhelm von Hohenzollern    | 16. Juni 1905 bis 31. Mai 1919      |

## Kommandeure
| Dienstgrad            | Name                                            | Datum                                                          |
| --------------------- | ----------------------------------------------- | -------------------------------------------------------------- |
| Major/Oberstleutnant  | Franz Ludwig von Jeanneret von Beaufort-Belfort | 27. August 1818 bis 29. März 1828                              |
| Oberstleutnant/Oberst | Ernst von Kesteloot                             | 30. März 1828 bis 29. März 1833                                |
| Oberstleutnant        | August Knappe von Knappstädt                    | 30. März 1833 bis 29. März 1834 (mit der Führung beauftragt)   |
| Oberst                | August Knappe von Knappstädt                    | 30. März 1834 bis 14. März 1838                                |
| Oberstleutnant/Oberst | Wilhelm von Brühl                               | 30. März 1838 bis 10. August 1842                              |
| Oberstleutnant        | Heinrich von Bünau                              | 11. August bis 11. September 1842 (mit der Führung beauftragt) |
| Oberstleutnant/Oberst | Heinrich von Bünau                              | 12. September 1842 bis 21. September 1847                      |
| Oberstleutnant        | Julius von Cranach                              | 09. März 1848 bis 13. Mai 1850                                 |
| Oberst                | Rudolf von Horn                                 | 14. Mai 1850 bis 16. April 1851                                |
| Oberstleutnant/Oberst | Karl Friedrich Hülsen                           | 17. April 1851 bis 1. April 1855                               |
| Oberstleutnant/Oberst | Karl Heinrich von Natzmer                       | 10. Mai 1855 bis 23. Oktober 1857                              |
| Oberstleutnant/Oberst | Alexander von Borck                             | 29. Oktober 1857 bis 7. Mai 1860                               |
| Oberst                | Julius von Bose                                 | 08. Mai 1860 bis 19. September 1861                            |
| Oberst                | Hans von Schachtmeyer                           | 20. September 1861 bis 14. Juni 1866                           |
| Oberst                | Robert von Zimmermann                           | 15. Juni 1866 bis 22. Januar 1868                              |
| Oberst                | Hermann von Eberstein                           | 23. Januar 1868 bis 16. August 1870                            |
| Oberstleutnant/Oberst | Rudolf von Reinicke                             | 23. August 1870 bis 1. Juli 1875                               |
| Oberstleutnant        | Ludwig von Thompson                             | 02. bis 21. Juli 1875 (mit der Führung beauftragt)             |
| Oberstleutnant/Oberst | Ludwig von Thompson                             | 22. Juli 1875 bis 10. Januar 1876                              |
| Oberst                | Hugo von Strempel                               | 11. Januar 1876 bis 5. April 1880                              |
| Oberstleutnant        | Hugo von der Lochau                             | 06. April bis 11. Juni 1880 (mit der Führung beauftragt)       |
| Oberstleutnant/Oberst | Hugo von der Lochau                             | 12. Juni 1880 bis 10. Februar 1886                             |
| Oberst                | Albert von Boguslawski                          | 11. Februar 1886 bis 9. Juli 1888                              |
| Oberstleutnant        | Wilhelm Schleiter                               | 10. Juli bis 3. August 1888 (mit der Führung beauftragt)       |
| Oberst                | Wilhelm Schleiter                               | 04. August 1888 bis 23. März 1890                              |
| Oberst                | Walther von Beczwarzowski                       | 24. März 1890 bis 16. Juni 1893                                |
| Oberst                | Friedrich Deurer                                | 17. Juni 1893 bis 15. Juni 1896                                |
| Oberst                | August Keim                                     | 16. Juni 1896 bis 18. November 1898                            |
| Oberst                | Florian Fulda                                   | 25. November 1898 bis 21. März 1902                            |
| Oberst                | Gustav Schlienkamp                              | 22. März 1902 bis 17. April 1903                               |
| Oberst                | Julius Knoblauch zu Hatzbach                    | 18. April 1903 bis 13. April 1907                              |
| Oberst                | Hugo von Mey                                    | 14. April 1907 bis 19. März 1911                               |
| Oberst                | Hans von Scheliha                               | 20. März 1911 bis 21. März 1914                                |
| Oberst                | Hermann Doerr                                   | 22. März 1914 23. Dezember 1914                                |
| Major/Oberstleutnant  | Hermann Reinicke                                | 24. Dezember 1914 bis 22. Dezember 1917                        |
| Major                 | Max Föhrenbach                                  | 23. Dezember 1917 bis 25. Februar 1918                         |
| Major                 | Hermann Goetze                                  | 26. Februar bis 25. April 1918                                 |
| Major                 | Friedrich Girschner                             | 26. April bis 17. Dezember 1918                                |
| Oberstleutnant        | Hermann Reinicke                                | 18. Dezember 1918 bis Januar 1919                              |

## Fahnen
Die ehemaligen Regimentsfahnen wurden in das Heeresmuseum in Kassel überführt. Auf Betreiben von Friedrich von Hohenzollern wurden die erhaltenen vier Fahnen des Regimentes am 9. Juli 1933 in das Hohenzollernschloss in Sigmaringen überführt. Dort wurden sie zusammen mit der Fahne des Fußartillerie-Regimentes Nr. 13 bis zu ihrer Abgabe an das Wehrgeschichtliche Museum in Rastatt 1986 in der Kanonenhalle des Schlosses gezeigt.

## Denkmäler
- In der Nähe des Fort Asterstein bei Koblenz erinnert ein Obelisk an die Gefallenen des Krieges von 1866. Errichtet von den Offizieren des VIII. Armee-Korps sind dort die Namen von Angehörigen des Hohenzollernschen Füsilier-Regimentes 40, des 5. Rheinischen Infanterie-Regimentes Nr. 65, des 2. Rheinischen Infanterie-Regimentes Nr. 28 und des 6. Rheinischen Infanterie-Regimentes Nr. 68 verzeichnet.
- Ein Denkmal für die Angehörigen der Hohenzollernfüsiliere steht auf dem Roten Berg bei Spicheren. Es erinnert an die Gefallenen des Regiments bei der Schlacht um die Spicherer Höhen am 6. August 1870.
- Die Namenstafel am Eingang der ehemaligen Loretto-Kaserne in Tübingen erinnert an die Gefallenen des Regimentes bei der Schlacht um die Lorettohöhe in Frankreich im Frühjahr 1915.
- Eine Gedenktafel wurde im Erdgeschoss der damaligen 5. Kompanie des 14. Infanterie-Regimentes 1936 im Beisein von Fürst Friedrich von Hohenzollern und ehemaligen Angehörigen der 40er Füsiliere enthüllt. Diese Tafel hängt noch heute im zwischenzeitlich zivil genutzten Gebäude.

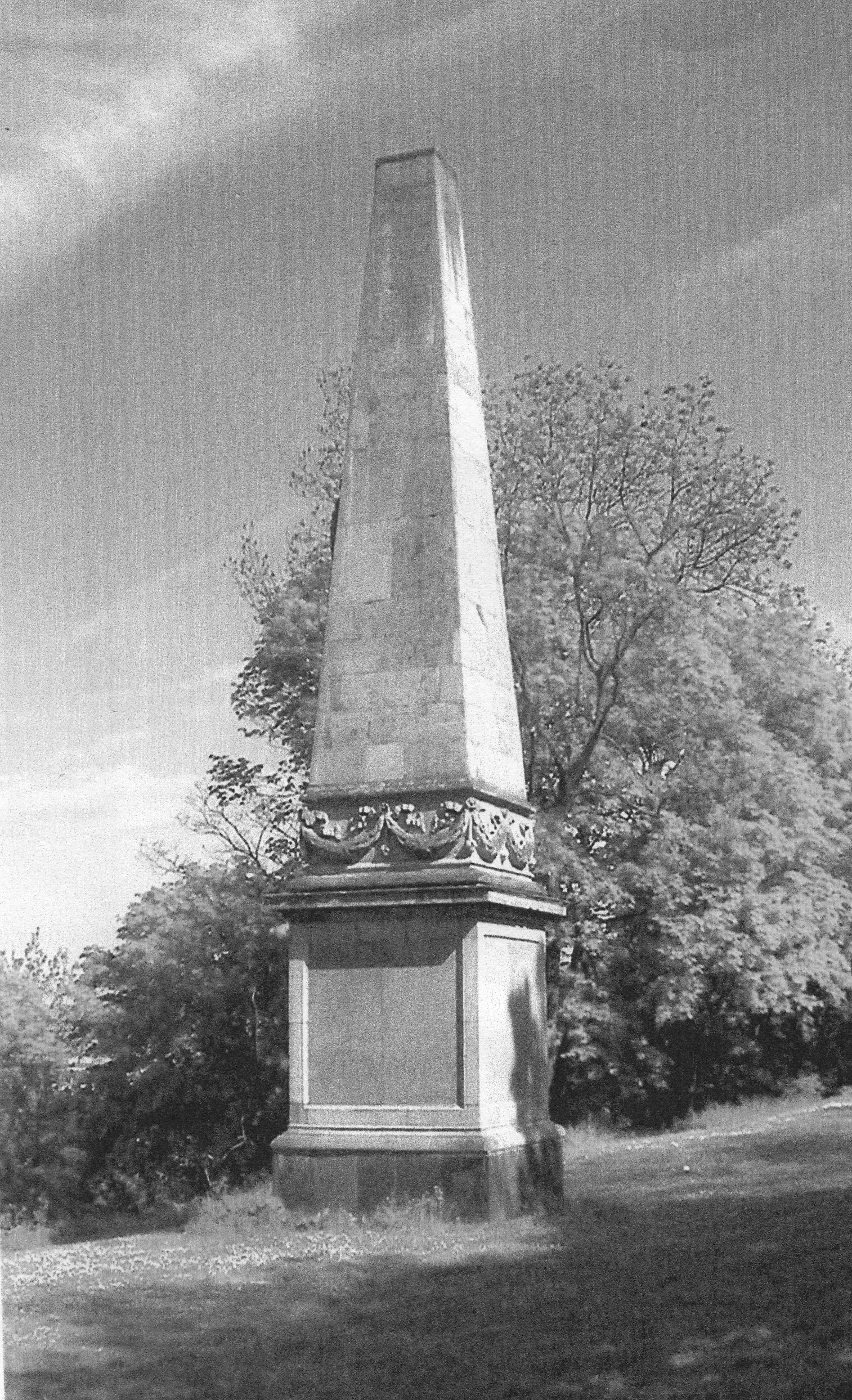
Obelisk für die Gefallenen des VIII. Armee-Korps im Krieg 1866 in der Nähe des Fort Asterstein bei Koblenz
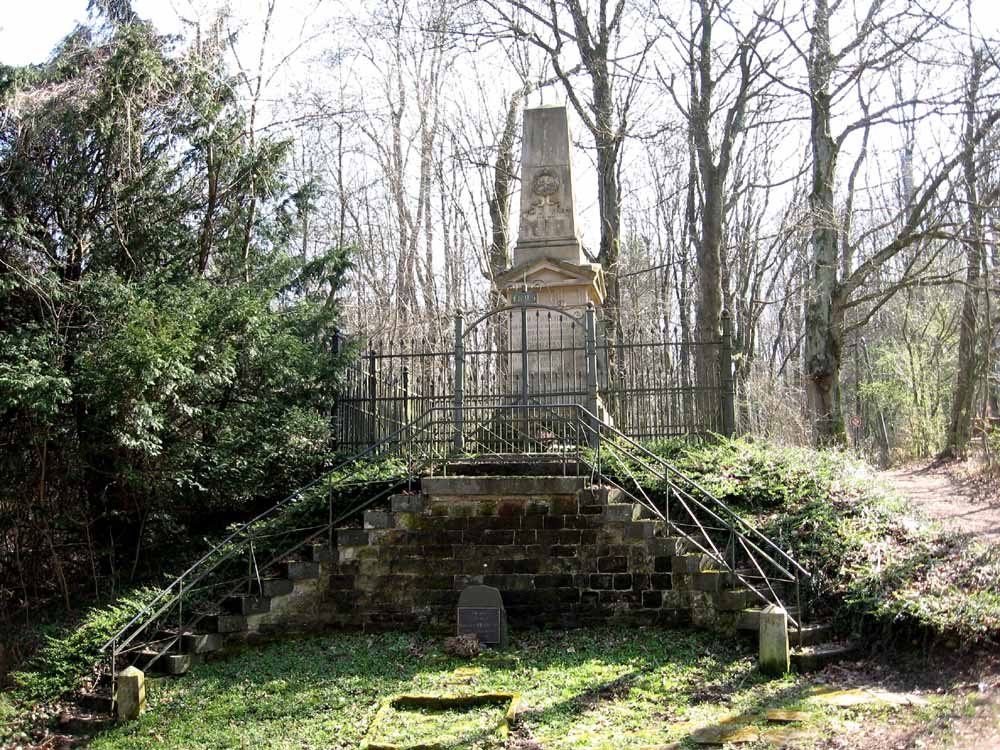
Ehrenmal für die Gefallenen des Füsilier-Regimentes 40 in Spicheren 1870
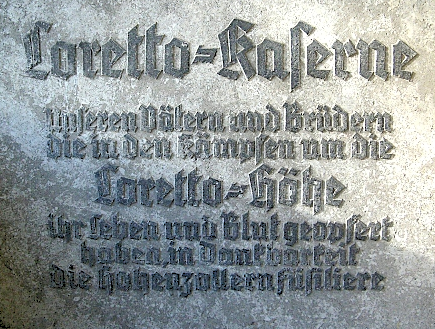
Gedenktafel am Eingang der ehemaligen Loretto-Kaserne in Tübingen mit Widmung für die Gefallenen der Hohenzollernfüsiliere
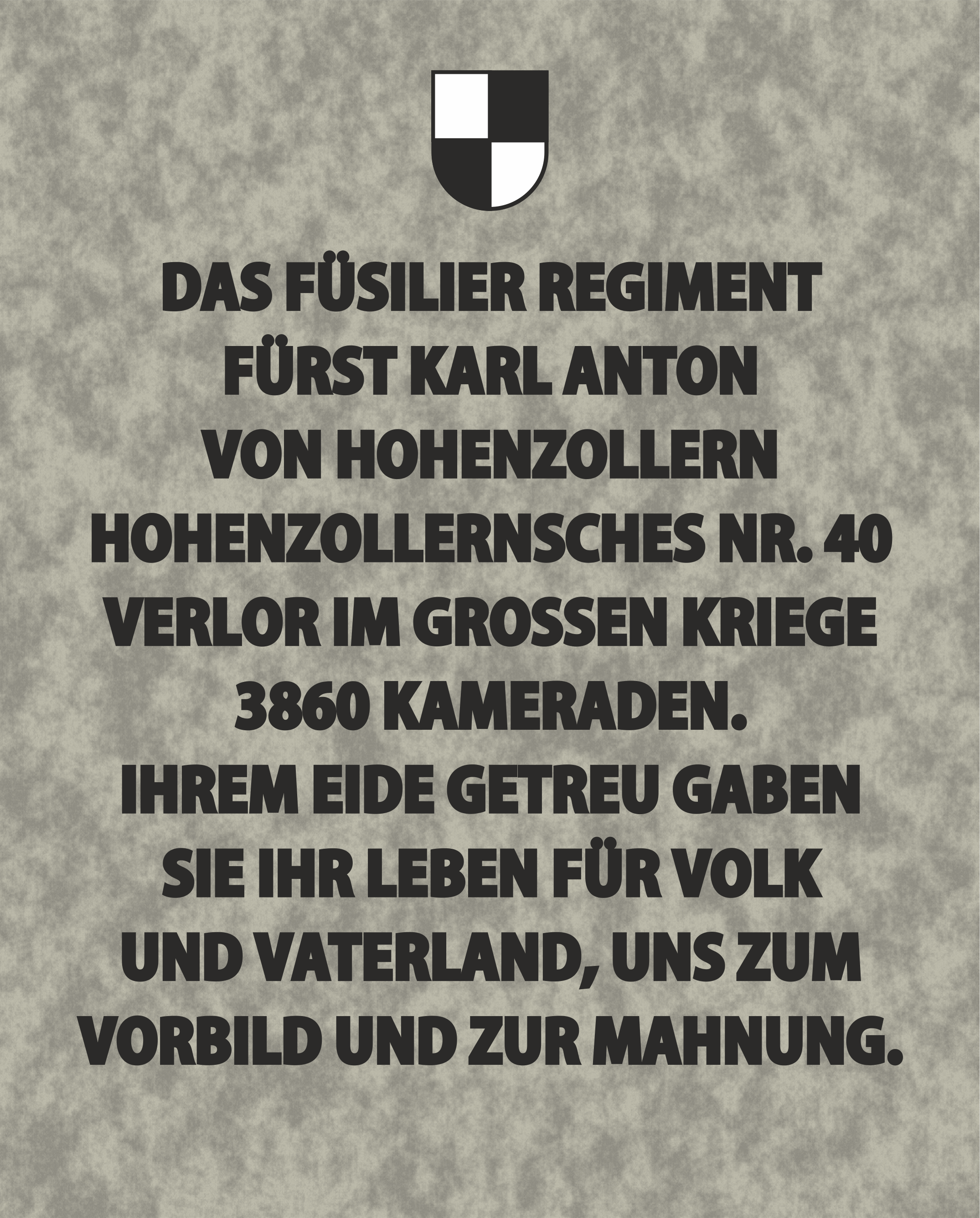
Gedenktafel für die Gefallenen des Regimentes im Ersten Weltkrieg im Erdgeschoss des Treppenhauses Katharinenstraße 30